# Episodi di The Honeymooners
La prima e unica stagione della serie televisiva The Honeymooners è andata in onda negli Stati Uniti dal 1º ottobre 1955 al 22 settembre 1956 sulla CBS. Questa lista comprende solo gli episodi della unica stagione regolare e tralascia gli sketch e gli episodi inseriti all'interno dei programmi televisivi contenitori Cavalcade of Stars e The Jackie Gleason Show. La lista comprende altresì i quattro episodi speciali trasmessi dal 1976 al 1978.
| nº | Titolo originale                 | Prima TV USA      |
| -- | -------------------------------- | ----------------- |
| 1  | TV or Not TV                     | 1º ottobre 1955   |
| 2  | Funny Money                      | 8 ottobre 1955    |
| 3  | The Golfer                       | 15 ottobre 1955   |
| 4  | A Woman's Work Is Never Done     | 22 ottobre 1955   |
| 5  | A Matter of Life and Death       | 29 ottobre 1955   |
| 6  | The Sleepwalker                  | 5 novembre 1955   |
| 7  | Better Living Through TV         | 12 novembre 1955  |
| 8  | Pal O' Mine                      | 19 novembre 1955  |
| 9  | Brother Ralph                    | 26 novembre 1955  |
| 10 | Hello Mom                        | 3 dicembre 1955   |
| 11 | The Deciding Vote                | 10 dicembre 1955  |
| 12 | Something Fishy                  | 17 dicembre 1955  |
| 13 | 'Twas the Night Before Christmas | 24 dicembre 1955  |
| 14 | The Man from Space               | 31 dicembre 1955  |
| 15 | A Matter of Record               | 7 gennaio 1956    |
| 16 | Oh, My Aching Back               | 14 gennaio 1956   |
| 17 | The Babysitter                   | 21 gennaio 1956   |
| 18 | The $99,000 Answer               | 28 gennaio 1956   |
| 19 | Ralph Kramden, Inc.              | 4 febbraio 1956   |
| 20 | Young at Heart                   | 11 febbraio 1956  |
| 21 | A Dog's Life                     | 18 febbraio 1956  |
| 22 | Here Comes the Bride             | 25 febbraio 1956  |
| 23 | Mama Loves Mambo                 | 3 marzo 1956      |
| 24 | Please Leave the Premises        | 10 marzo 1956     |
| 25 | Pardon My Glove                  | 17 marzo 1956     |
| 26 | Young Man with a Horn            | 24 marzo 1956     |
| 27 | Head of the House                | 31 marzo 1956     |
| 28 | The Worry Wart                   | 7 aprile 1956     |
| 29 | Trapped                          | 14 aprile 1956    |
| 30 | The Loudspeaker                  | 21 aprile 1956    |
| 31 | On Stage                         | 28 aprile 1956    |
| 32 | Opportunity Knocks But           | 5 maggio 1956     |
| 33 | Unconventional Behavior          | 12 maggio 1956    |
| 34 | The Safety Award                 | 19 maggio 1956    |
| 35 | Mind Your Own Business           | 26 maggio 1956    |
| 36 | Alice and the Blonde             | 2 giugno 1956     |
| 37 | The Bensonhurst Bomber           | 8 settembre 1956  |
| 38 | Dial J for Janitor               | 15 settembre 1956 |
| 39 | A Man's Pride                    | 22 settembre 1956 |

| nº | Titolo originale                         | Prima TV USA     |
| -- | ---------------------------------------- | ---------------- |
| 1  | The Second Honeymoon                     | 2 febbraio 1976  |
| 2  | The Honeymooners Christmas Special       | 28 novembre 1977 |
| 3  | The Honeymooners Valentine Special       | 13 febbraio 1978 |
| 4  | Jackie Gleason's Honeymooners' Christmas | 10 dicembre 1978 |

## TV or Not TV
- Prima televisiva: 1º ottobre 1955

### Trama
- Guest star: Frank Marth (madre di annunciatore, voce), George Petrie (annunciatore, voce)

## Funny Money
- Prima televisiva: 8 ottobre 1955

### Trama
- Guest star: Charles Eggleston (Old Counterfeiter), Boris Aplon (Barney Hackett), Jim Boles (gangster), Jack Davis (Police Officer), Eddie Hanley (installatore telefono), Frank Marth (poliziotto Grogan), Ethel Owen (Mrs. Gibson - Alice), Victor Rendina (Ziggy)

## The Golfer
- Prima televisiva: 15 ottobre 1955

### Trama
- Guest star: Jack Davis (Riley), John Gibson (Pete), John Griggs (Mr. Harper), Frank Marth (Cassidy), George Petrie (Fred)

## A Woman's Work Is Never Done
- Prima televisiva: 22 ottobre 1955

### Trama
- Guest star: Betty Garde (assistente di Thelma), Frank Marth (Mr. Wilson)

## A Matter of Life and Death
- Prima televisiva: 29 ottobre 1955

### Trama
- Guest star: Les Damon (Gersh), George Petrie (Dick Gersh)

## The Sleepwalker
- Prima televisiva: 5 novembre 1955

### Trama
- Guest star: George Petrie (Psychiatrist)

## Better Living Through TV
- Prima televisiva: 12 novembre 1955

### Trama
- Guest star: Eddie Hanley (Direttore TV)

## Pal O' Mine
- Prima televisiva: 19 novembre 1955

### Trama
- Guest star: Les Damon (madre di Dr. Seefer), Ned Glass (Teddy Oberman), Abby Lewis (infermiera), John Seymour (dottor Hyman)

## Brother Ralph
- Prima televisiva: 26 novembre 1955

### Trama
- Guest star: John Holland (Tony Amico), George Petrie (Freddie)

## Hello Mom
- Prima televisiva: 3 dicembre 1955

### Trama
- Guest star: Rita Colton (Mrs. Kramden - Ralph)

## The Deciding Vote
- Prima televisiva: 10 dicembre 1955

### Trama
- Guest star: John Gibson (Frank MacGillicuddy), Cliff Hall (Raccoon Lodge President), George Petrie (Joe Rumsey)

## Something Fishy
- Prima televisiva: 17 dicembre 1955

### Trama
- Guest star: Dick Bernie (Brother Andrews), Sammy Birch (Racoon lodge member), John Gibson (Raccoon Lodge Member), Cliff Hall (Raccoon Lodge President), Eddie Hanley (Brother Dribben), Joseph Ruskin (Raccoon Lodge Member)

## 'Twas the Night Before Christmas
- Prima televisiva: 24 dicembre 1955

### Trama
- Guest star: Anne Seymour (madre di Mrs. Stevens), Calvin Thomas (zio Leo)

## The Man from Space
- Prima televisiva: 31 dicembre 1955

### Trama
- Guest star: Ray Bloch (Bandleader), The June Taylor Dancers (loro stessi), Cliff Hall (Racoon Lodge President), Eddie Hanley (Pete Woodruff), Victor Rendina (Racoon Lodge Member)

## A Matter of Record
- Prima televisiva: 7 gennaio 1956

### Trama
- Guest star: Ethel Owen (Mrs. Gibson - Alice), Ralph Robertson (madre di Johnny Bennett)

## Oh, My Aching Back
- Prima televisiva: 14 gennaio 1956

### Trama
- Guest star: Frank Marth (Charlie), George Petrie (Fred), Calvin Thomas (zio Leo)

## The Babysitter
- Prima televisiva: 21 gennaio 1956

### Trama
- Guest star: Sammy Birch (Barber on left), Eddie Hanley (Telephone Installer), Peter Lazer (Harvey Wohlstetter Jr.), Frank Marth (Harvey Wohlstetter), Sid Raymond (Mr. Bartfeld), Victor Rendina (barbiere)

## The $99,000 Answer
- Prima televisiva: 28 gennaio 1956

### Trama
- Guest star: Rita Colton (Mrs. Kramden - Ralph), Zamah Cunningham (Mrs. Manicotti), Jack Davis (Mr. Parker), Jay Jackson (Herb Norris), Ethel Owen (Mrs. Gibson), George Petrie (Tom, voce), Bill Zuckert (Mr. Garrity)

## Ralph Kramden, Inc.
- Prima televisiva: 4 febbraio 1956

### Trama
- Guest star: John Seymour (Herbert Bascom)

## Young at Heart
- Prima televisiva: 11 febbraio 1956

### Trama
- Guest star: Sammy Birch (Coffee Counter worker), Ronnie Burns (Wallace), Kay Starr (Hucklebuck Singer, voice)

## A Dog's Life
- Prima televisiva: 18 febbraio 1956

### Trama
- Guest star: Les Damon (Mr. Tebbetts), John Griggs (J. J. Marshall), Eddie Hanley (Charlie), Frank Marth (Mr. McGregor), George Petrie (Janitor)

## Here Comes the Bride
- Prima televisiva: 25 febbraio 1956

### Trama
- Guest star: Treva Frazee (Agnes Gibson Saxon), John Gibson (Stanley Saxon), Cliff Hall (Raccoon Lodge President)

## Mama Loves Mambo
- Prima televisiva: 3 marzo 1956

### Trama
- Guest star: Zamah Cunningham (Angelina Manicotti), Charles Korvin (Carlos Sanchez), Anne Seymour (Mrs. Stevens), Louis Sorin (Mr. Manicotti)

## Please Leave the Premises
- Prima televisiva: 10 marzo 1956

### Trama
- Guest star: Ray Bloch (Bandleader), The June Taylor Dancers (loro stessi), Luis Van Rooten (Landlord Johnson)

## Pardon My Glove
- Prima televisiva: 17 marzo 1956

### Trama
- Guest star: Alexander Clark (Andre)

## Young Man with a Horn
- Prima televisiva: 24 marzo 1956

### Trama
- Guest star: Charles Eggleston (August Gunther), Nell Harrison (Mrs. Gunther)

## Head of the House
- Prima televisiva: 31 marzo 1956

### Trama
- Guest star: Ray Bloch (Bandleader), The June Taylor Dancers (loro stessi), Dick Bernie (Joe Fensterblau), Sammy Birch (Harry), Frank Marth (Dick Prescott), George Petrie (Freddie)

## The Worry Wart
- Prima televisiva: 7 aprile 1956

### Trama
- Guest star: Warren Parker (Richard Puder)

## Trapped
- Prima televisiva: 14 aprile 1956

### Trama
- Guest star: Sammy Birch (Harry, Poolhall Attendant), Eddie Hanley (Television Installer), Ken Lynch (Police Officer), Frank Marth (Barney Dibbel - Hoodlum), George Petrie (Danny - Hoodlum with Scar), Ralph Robertson (Tommy Manicotti)

## The Loudspeaker
- Prima televisiva: 21 aprile 1956

### Trama
- Guest star: Jock MacGregor (Morris Fink - Grand High Exalted Mystic Ruler)

## On Stage
- Prima televisiva: 28 aprile 1956

### Trama
- Guest star: Alexander Clark (Herbert J. Whiteside), George N. Neise (Mr. Faversham), George Petrie (Freddie Muller)

## Opportunity Knocks But
- Prima televisiva: 5 maggio 1956

### Trama
- Guest star: John Griggs (J.J. Marshall), George Petrie (Fred), John Seymour (Roberts the Butler)

## Unconventional Behavior
- Prima televisiva: 12 maggio 1956

### Trama
- Guest star: Humphrey Davis (conducente del treno)

## The Safety Award
- Prima televisiva: 19 maggio 1956

### Trama
- Guest star: Les Damon (City Administrator), Eddie Hanley (Charlie - Photographer), Frank Marth (Martin, the reporter), George Petrie (Freddie Muller), Calvin Thomas (giudice Hurdle)

## Mind Your Own Business
- Prima televisiva: 26 maggio 1956

### Trama
- Guest star:

## Alice and the Blonde
- Prima televisiva: 2 giugno 1956

### Trama
- Guest star: Frank Behrens (Bert Wedemeyer), Freda Rosen (Rita Wedemeyer)

## The Bensonhurst Bomber
- Prima televisiva: 8 settembre 1956

### Trama
- Guest star: Leslie Barrett (George), George Mathews (Harvey), Mike O'Dowd (Man - Bumps Ralph)

## Dial J for Janitor
- Prima televisiva: 15 settembre 1956

### Trama
- Guest star: Zamah Cunningham (Mrs. Manicotti), Luis Van Rooten (Mr. Johnson)

## A Man's Pride
- Prima televisiva: 22 settembre 1956

### Trama
- Guest star: Dick Bernie (Bill Davis), Victor Rendina (cameriere)